# ルースキー島
座標: 北緯42度59分59秒 東経131度49分58秒 / 北緯42.9997222度 東経131.8327778度

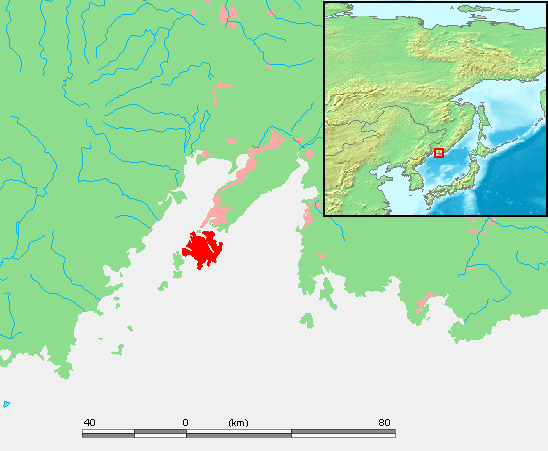
ピョートル大帝湾。中央の赤い部分がルースキー島、ピンクはウラジオストクなどの市街地

ルースキー島地形図

ルースキー島（ルースキーとう、ロシア語: Ру́сский о́стров, Russky Island）は、ロシア沿海地方の南部に位置する島。面積は97.6平方km。
日本海北西部のピョートル大帝湾中央部にあるムラヴィヨフ＝アムールスキー半島の南沖に浮かんでおり、半島先端の港湾都市ウラジオストクとは狭い東ボスポラス（東ボスフォルとも）海峡で分かれている。ムラヴィヨフ＝アムールスキー半島とルースキー島がピョートル大帝湾を二分しており、西はアムール湾、東はウスリー湾となっている。ポポヴァ島、レイネケ島、リコルダ島などと共にイェフゲニー諸島を構成している。
島は起伏が多く、高さ300m弱の峯が連なっており最高峰ルースキー山は標高291m。海岸は険しい断崖が多い。ルースキー島の中央には、北西から南東に向けて細長いノヴィク湾が入っており、島はほぼ二分されている。かつては対岸のウラジオストク市街との間は渡船で渡らなくてはならなかったが、ルースキー島連絡橋が完成してからウラジオストク市民にとって人気の日帰り観光地となり、2012年のAPEC首脳会議がロシアで開催された際はルースキー島が会場になり、リゾート開発も進みつつある。

## 歴史

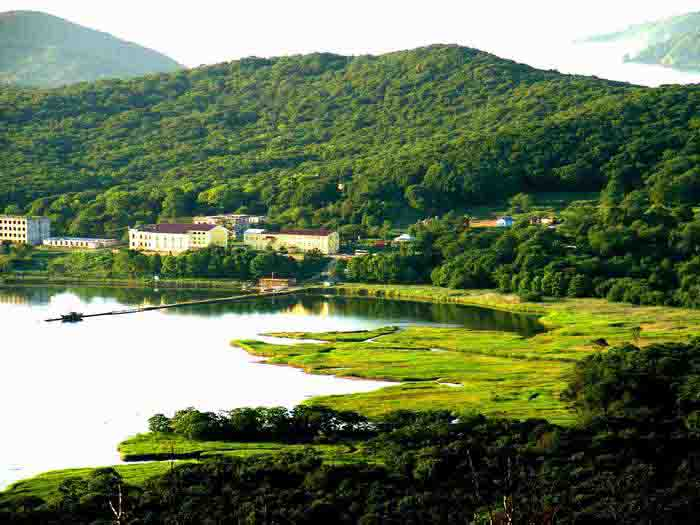
ルースキー島

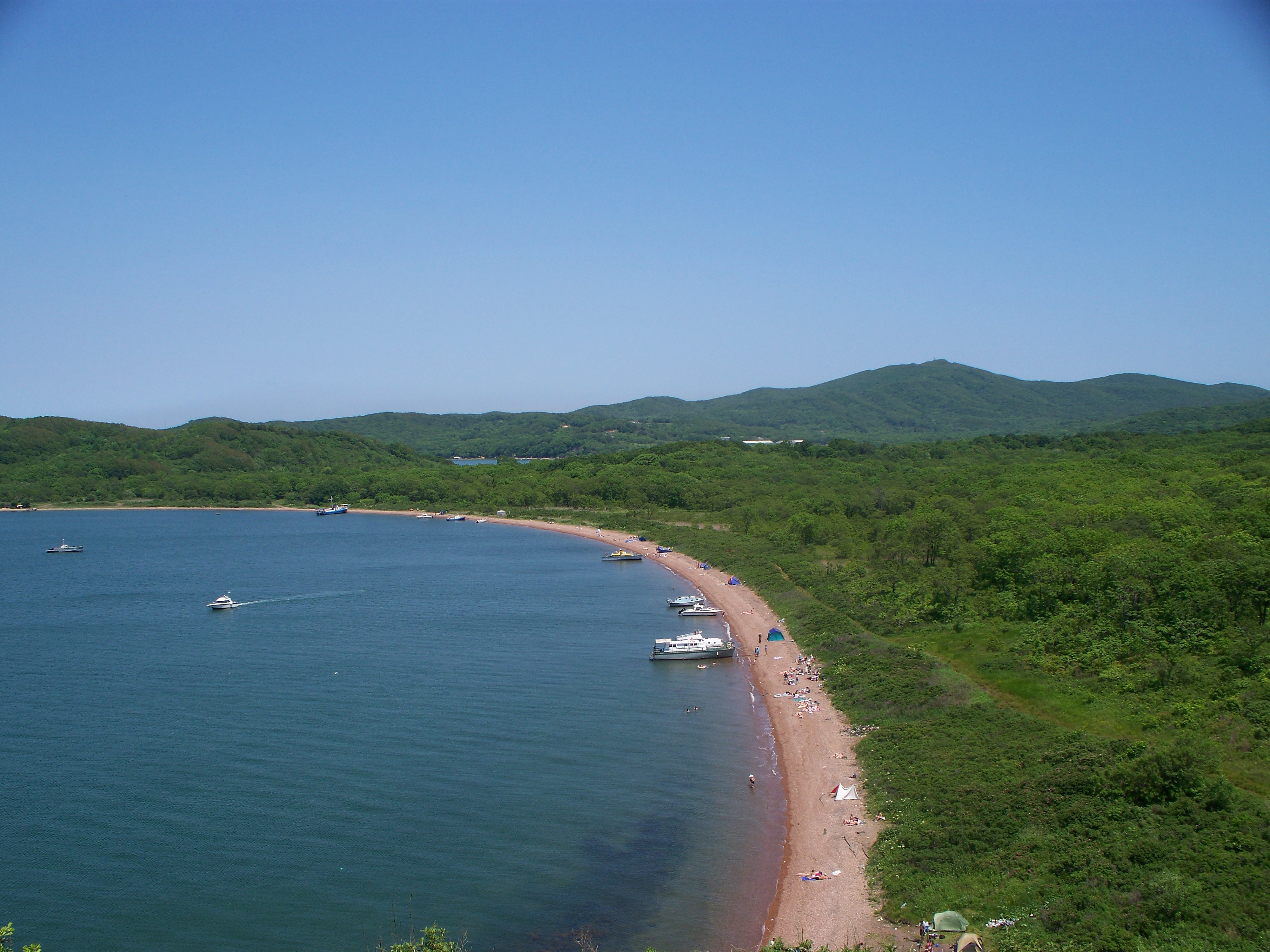
リンダ湾の砂浜

ルースキー島は、19世紀半ばにアムール川流域や沿海州をロシア帝国に編入したニコライ・ムラヴィヨフ＝アムールスキーが名づけた。この地がロシア領となった1860年前後に島の周囲の海図や島の地図が作成され、沿海州でも最も農耕に適した土地との調査結果も出た。19世紀末から20世紀前半にかけてはロシア人農民が移住し病院や教会なども建てられ、野菜が対岸のウラジオストクなどにも出荷された。また島の北東岸には朝鮮人（高麗人）集落もあった（1930年代後半以後に中央アジアへ追放されている）。しかしルースキー島はすぐ北にあるウラジオストク軍港を守る要塞として重視された。1889年にはウラジオストクを守る防衛線の一部となり木造の施設が作られ、その後1890年からルースキー山を中心とする大要塞の建設計画が始まり、作業に従事する軍人や民間人の居住者も増えた。しかし建設は遅れ、その間に日本海軍のウラジオストク進入なども許している。第一次世界大戦中に建設が加速し、多くの砲台、弾薬庫、魚雷倉庫、電信施設なども建設されたが、最終的に完成したのは日本軍のシベリア出兵が終わった後のことである。
ソビエト連邦時代はウラジオストクともども民間人が許可なく立ち入れない閉鎖地域となり、太平洋艦隊などに属する海軍施設が増強された。しかしソビエト連邦の崩壊後は設備の管理が行き届かなくなった。1992年には島内の海軍兵営が孤立し兵士4人が餓死し数百人が入院する事件が起きた。上官が数ヶ月もの間食糧を補給することを怠っていたために起こったこの事件は全国的な問題になった。

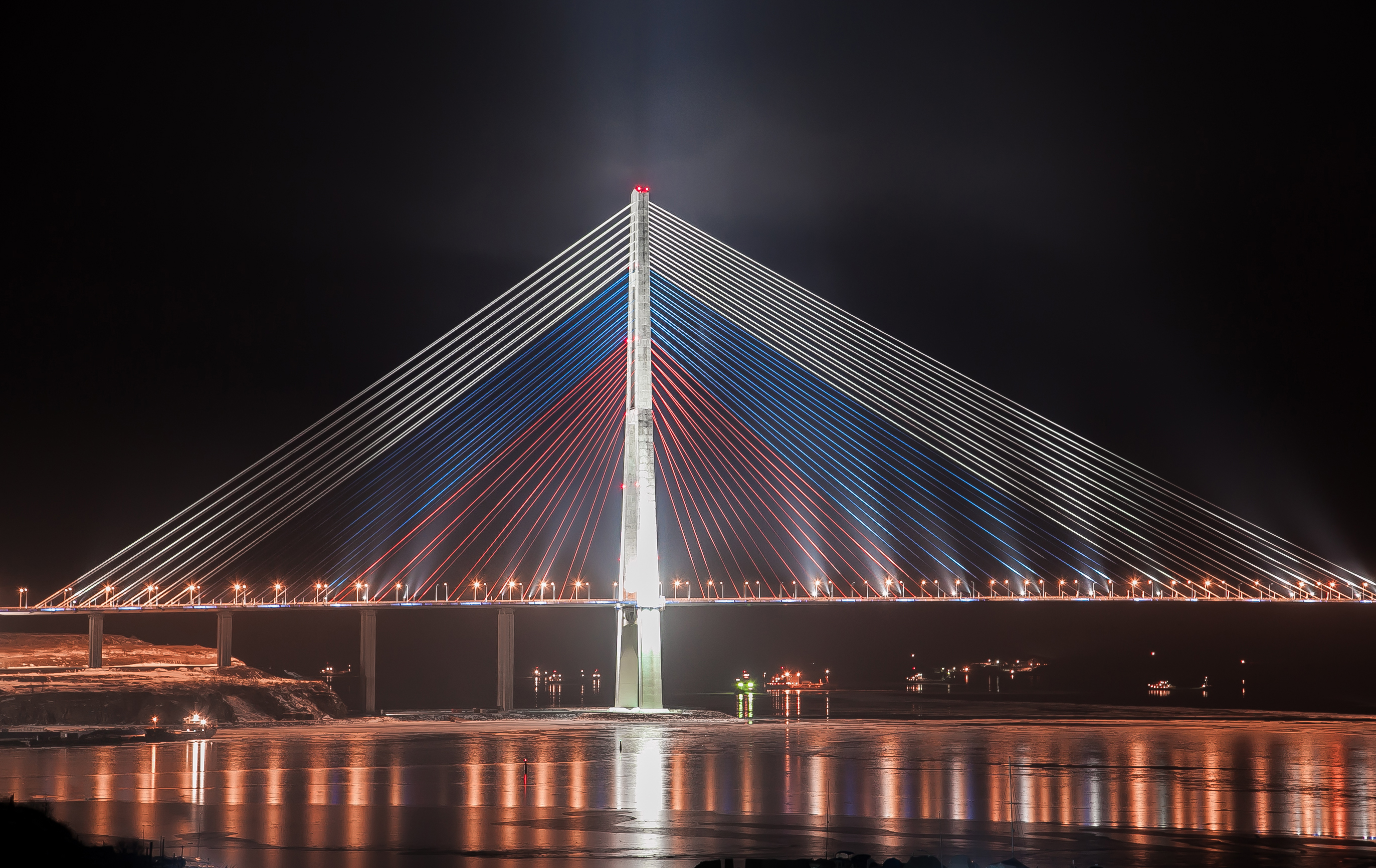
ルースキー島連絡橋（2012年完成）の夜景

ロシア経済が立ち直るとともに、ウラジーミル・プーチン政権によって風光明媚なルースキー島の活用やリゾート化が模索され、2005年には沿海地方政府がルースキー島の開発計画を立てバイオテクノロジーや情報技術産業など先端技術の開発区や世界クラスの大学の誘致、北東アジア地域を視野に入れた医療施設が計画された。2006年にはモスクワの連邦政府がウラジオストクとルースキー島を結ぶ橋の建設計画に許可を下し、島へのスポーツ施設・保養施設・ホテル・博物館・別荘などの建設計画にも許可を出した。ルースキー島は2012年ロシアAPEC首脳会議の会場となり、APEC開催と前後してリゾート化が進行した。沿海州海洋博物館（英文名：Primorsky Aquariun）も巨大観光・研究・教育施設として開設して、2012年9月から公開している。また、APEC終了後には極東連邦大学がルースキー島へ移転した。その広大なキャンパスの敷地には学生のためのアパートやスーパーマーケット、カフェ、レストランなどがあり整備されニュータウン化している。2016年6月には大規模な水族館プリモルスキー・オケアナリウムが開設された。

## その他
海水浴場やネイチャーウォッチングや要塞跡地巡りなどの観光開発が進み、ウラジオストクから車で気軽にルースキー島へ渡ることができるが、外国人の島内での行動には一部制限がある。ロシア海軍憲兵隊およびウラジオストク警察に拘束を受けることもあり注意が必要である。